# Kanton Ajaccio-5
Kanton Ajaccio-5 (francouzsky Canton d'Ajaccio-5) je francouzský kanton v departementu Corse-du-Sud v regionu Korsika. Tvoří ho městská část města Ajaccio